# Monestir de Chevetogne
El monestir de Chevetogne va ser fundat el 1925 per Lambert Beauduin, un monjo de l'abadia benedictina de Mont César (Louvain) anteriorment estava profundament involucrat amb el moviment litúrgic a Bèlgica. Quan va arribar a conèixer l'Orient cristià es va adonar de les divisions de l'Església va posar-se a treballar per fundar un monestir per treballar a favor de la unitat dels cristians.

## El priorat d'Amay-sur-Meuse
La carta pontifícia "Equidem Verba" de Pius XI a l'abat primat de l'Orde benedictí va cridar l'atenció sobre la importància de la unitat dels cristians i es va presentar l'oportunitat per dur a terme aquest projecte. El desembre del 1925, Dom Lambert Beauduin va ser capaç d'establir en la seva fundació, juntament amb alguns companys monjos, a Amay-sur-Meuse (diòcesi de Lieja). D'aquí que la comunitat es traslladés a Chevetogne (diòcesi de Namur a les Ardenes) el 1939. L'11 de desembre de 1990, el Priorat va esdevenir una abadia.

## La comunitat d'Amay
Al començament de la nova fundació, el Pare Beauduin començà una revista ecumènica anomenada Irénikon, enterament dedicada a la promoció de la unitat cristiana, que va començar a aparèixer l'abril de 1927.

### La capella americana
El Pare Beauduin va tractar d'enfortir la seva relació amb la Comunió Anglicana, i amb tots els altres cristians que no estan en comunió amb Roma. Per tal de fer possible un diàleg just amb aquests cristians, els monjos de Chevetogne desenvoluparen contactes amb moltes personalitats pertanyents a aquestes esglésies. Ells reberen un gran nombre de convidats, se celebrà la litúrgia segons 2 ritus i organitzaren regularment un col·loquis teològics (desembre de 1942). Els esforços de la Comunitat de Chevetogne també introduïren els cristians d'Occident a les tradicions orientals.

### Capella romana d'Orient
Així, el monestir de Chevetogne trepitjà els camins dels precursors de les idees ecumèniques de l'Església Catòlica (Fernand Portal, Max de Saxe).

### La biblioteca
Va contribuir amb entusiasme al creixement de l'obertura ecumènica a l'Església Catòlica, de manera que el diàleg entre les Esglésies, en vista de la seva unitat podria participar d'igual a igual. De fet, aquesta actitud es va fer oficial en el Concili Vaticà II (1962-1965).